# Animosity
Animosity (zu Deutsch: Anfeindung, Feindseligkeit) war eine US-amerikanische Deathcore-Band aus San Francisco, Kalifornien.

## Geschichte
Bereits 2000 gegründet, veröffentlichte Animosity drei Jahre später – als die damaligen Bandmitglieder erst 16 und 17 Jahre alt waren – ihr erstes Studioalbum Shut It Down.
2005 erschien das zweite Album Empires auf Metal Blade Records und die Band tourte mit Origin und Malevolent Creation durch die USA.
Das dritte Studioalbum Animal wurde von Kurt Ballou, Gitarrist von Converge, produziert und erschien im Oktober 2007. Kurz darauf tourte die Band u. a. mit Converge durch Europa.
Im Frühjahr 2008 verließ Navene Koperweis (Schlagzeug) die Band, um „eine Pause einzulegen“. Auf der folgenden Tour wurde er durch Bret Batdorf ersetzt. Im Juni 2008 kehrte Koperweis jedoch wieder zur Band zurück.
Aufgrund ihres langen Bandbestehens zählten Animosity neben Bands wie All Shall Perish, Job for a Cowboy und Burning Skies sowohl zu den Mitgründern und Urvätern des Deathcore, als auch zu den einflussreichsten Bands dieses Genres.
Zur Auflösung im Oktober 2009 sagte Sänger Leo Miller, dass die Band in letzter Zeit weder zusammen im Proberaum gestanden habe noch neue Lieder aufgenommen hätte.

## Stil
Der Musikstil der Band wird dem technischen Deathcore zugeordnet, außerdem ist eine hohe Fertigkeit der Bandmitglieder an ihren Instrumenten erkennbar.

## Diskografie
- 2003: Shut It Down (Tribunal Records)
- 2005: Empires (Metal Blade Records)
- 2007: Animal (Metal Blade Records)
- 2008: The Altered Beast

## Musikvideos
- 2003: Fake Blood
- 2005: The Black Page
- 2007: Tooth Grinder